# Taquería

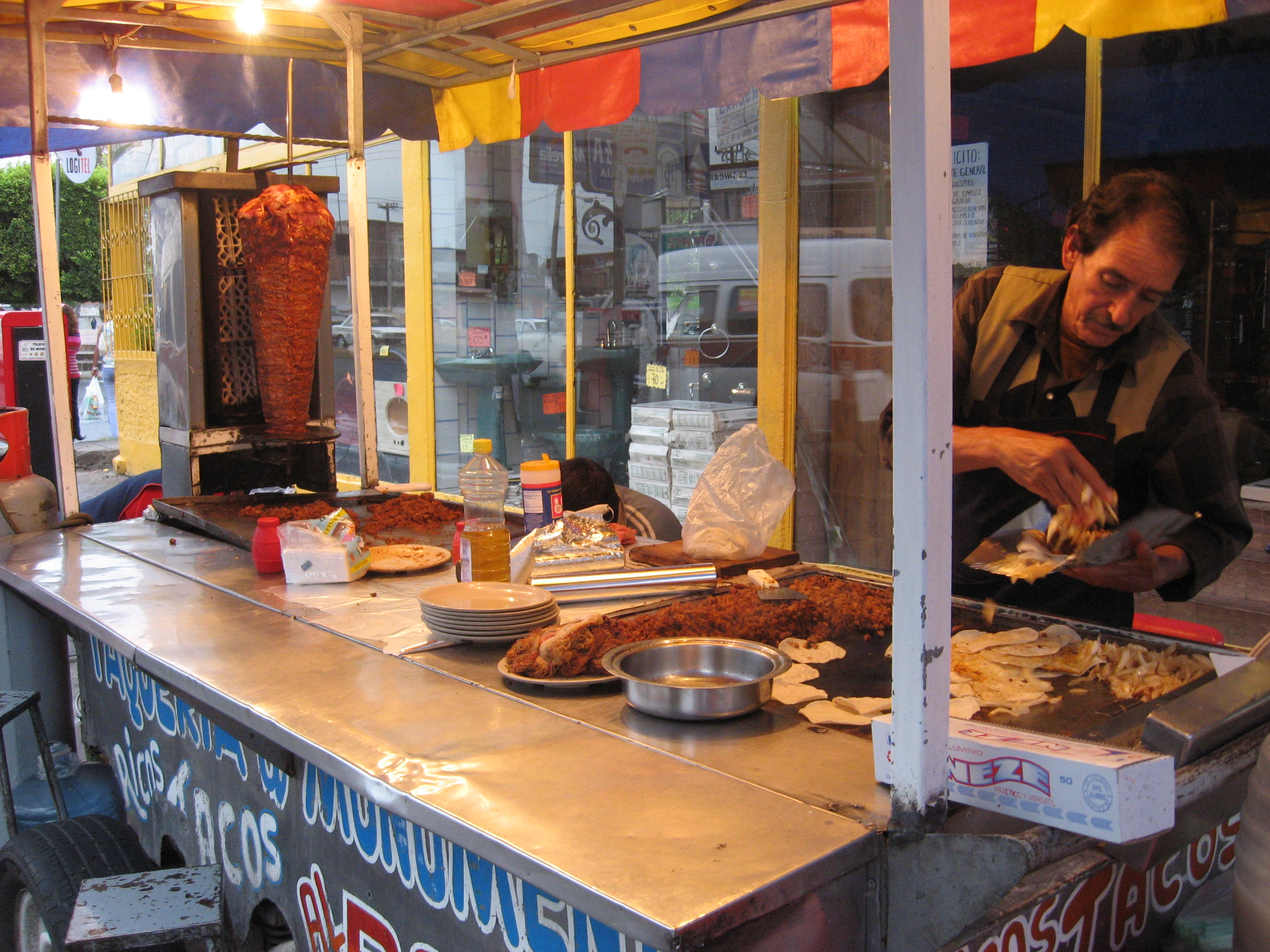
Une taquería à Morelia, Michoacán (Mexique).

Une taquería est un établissement de restauration, mobile ou non, spécialisé dans les tacos mais pouvant également servir d'autres plats de la cuisine mexicaine, principalement des antojitos.
Les taquerías s'adressent à toutes les catégories sociales mexicaines ; elles vont du simple étal ambulant à l'établissement luxueux.